# 紀飯麻呂
紀 飯麻呂（き の いいまろ）は、奈良時代の公卿。御史大夫・紀大人の孫で、式部大輔・紀古麻呂の長男。官位は従三位・参議。勲位は勲十二等。

## 経歴
聖武朝の神亀6年（729年）2月に発生した長屋王の変終結後、3月行われた叙位にて外従五位下に叙せられる。この時の叙位では、変で活躍したと考えられる藤原武智麻呂・石川石足・多治比県守・藤原麻呂らが昇進していることから、飯麻呂も反長屋王派に属していたことが窺われる。同年8月に内位の従五位下、天平5年（733年）従五位上。
天平12年（740年）9月に発生した藤原広嗣の乱において、持節大将軍・大野東人の下で征討副将軍を務める。翌天平13年（741年）には藤原広嗣追討の功労により従四位下と一挙に三階の昇叙を受け、右大弁に任ぜられている。天平14年（742年）正月に藤原広嗣の乱に関連して大宰府が廃止された際には、現地に派遣されて官物を筑前国司へ移転するなどその実務処理に当たった。また同年2月には新羅使・金欽英が大宰府に来航するが、遷都後まもない恭仁宮の宮室がまだ完成していなかったため、入京を許さなかったことから、飯麻呂が当地で饗応し帰国させるなどの対応を行っている。同年8月から翌天平15年（743年）4月にかけて聖武天皇が都合三度に亘って紫香楽宮へ行幸した際には、全て恭仁宮の留守司を務めた。天平16年（744年）畿内巡察使。天平17年（745年）には平城京への還都に先んじて平城宮の掃除を命じられるが、諸寺院の僧侶は浄人や童子を率いて争うように集まり、百姓もみな平城京に集まって村里に人がいなくなってしまうような状態であったという。
この頃までは、飯麻呂は橘諸兄派と認識されていたらしく、天平18年（746年）右大弁から常陸守に転任すると、天平21年（749年）大倭守、天平勝宝5年（753年）大宰大弐と、藤原仲麻呂の台頭に伴いしばらく地方官を務めた。また、この間の天平勝宝元年（749年）には孝謙天皇の即位に伴い従四位上に叙せられている。
天平勝宝6年（754年）大蔵卿次いで右京大夫と再び京官に復帰する。天平勝宝9歳（757年）正月に橘諸兄が薨去した際は葬儀の監護を務めるが、藤原仲麻呂派に転じたらしく、同年7月左大臣・藤原豊成の失脚により仲麻呂政権が確立すると飯麻呂は右大弁に、さらに8月には正四位下・参議に叙任され、のち紫微大弼も兼ねるなど要職に就いた。
仲麻呂政権では議政官として左右大弁・義部卿・紫微大弼・河内守・美作守を兼ね、美作守の任にあった天平宝字5年（761年）には、同国の介であった県犬養沙弥麻呂（橘諸兄の外戚）に対して国政を恣にしているとの理由で告発を行い官職を辞めさせている。また、この間天平宝字3年（759年）正四位上、天平宝字6年（762年）正月には従三位と順調に昇進するが、病気のため辞官を請い許されたのち、同年7月19日薨去。最終官位は散位従三位。

## 官歴
注記のないものは『続日本紀』による。
- 時期不詳：正六位上
- 神亀6年（729年） 3月4日：外従五位下。8月5日：従五位下
- 天平5年（733年） 3月14日：従五位上
- 天平12年（740年） 9月3日：征討副将軍
- 天平13年（741年） 閏3月5日：従四位下（越階）。7月3日：右大弁
- 天平16年（744年） 9月15日：畿内巡察使
- 天平18年（746年） 9月20日：常陸守
- 天平21年（749年） 2月27日：大倭守。7月2日：従四位上
- 天平勝宝3年（750年） 日付不詳：見左大弁[11]
- 天平勝宝5年（753年） 9月28日：大宰大弐
- 天平勝宝6年（754年） 4月5日：大蔵卿。9月4日：右京大夫。11月1日：西海道巡察使
- 天平勝宝9歳（757年） 6月16日：右京大夫。7月9日：右大弁。8月4日：正四位下、参議
- 天平宝字2年（758年） 8月25日：見紫微大弼
- 天平宝字3年（759年） 6月16日：正四位上。10月15日：見左大弁。11月5日：義部卿、河内守如故
- 天平宝字4年（760年） 正月16日：美作守
- 天平宝字6年（762年） 正月4日：従三位。7月19日：薨去（散位従三位）

## 系譜
- 父：紀古麻呂[12]
- 母：不詳